# (500096) 2012 BY20
(500096) 2012 BY20 es un asteroide perteneciente al cinturón de asteroides, descubierto el 19 de enero de 2012 por el equipo del Spacewatch desde el Observatorio Nacional de Kitt Peak, Arizona, Estados Unidos.

## Designación y nombre
Designado provisionalmente como 2012 BY20.

## Características orbitales
2012 BY20 está situado a una distancia media del Sol de 2,377 ua, pudiendo alejarse hasta 2,651 ua y acercarse hasta 2,104 ua. Su excentricidad es 0,115 y la inclinación orbital 5,402 grados. Emplea 1339,26 días en completar una órbita alrededor del Sol.

## Características físicas
La magnitud absoluta de 2012 BY20 es 18,2.